# Гераклея Лінкестіс
41°00′39″ пн. ш. 21°20′33″ сх. д. / 41.01083333° пн. ш. 21.3425° сх. д.
Гераклея Лінкестіс (грец. Ἡράκλεια Λυγκηστίς або Ἡράκλεια Λύγκου) — давньогрецьке місто, розташоване на території Північної Македонії поблизу міста Битола.

## Історія

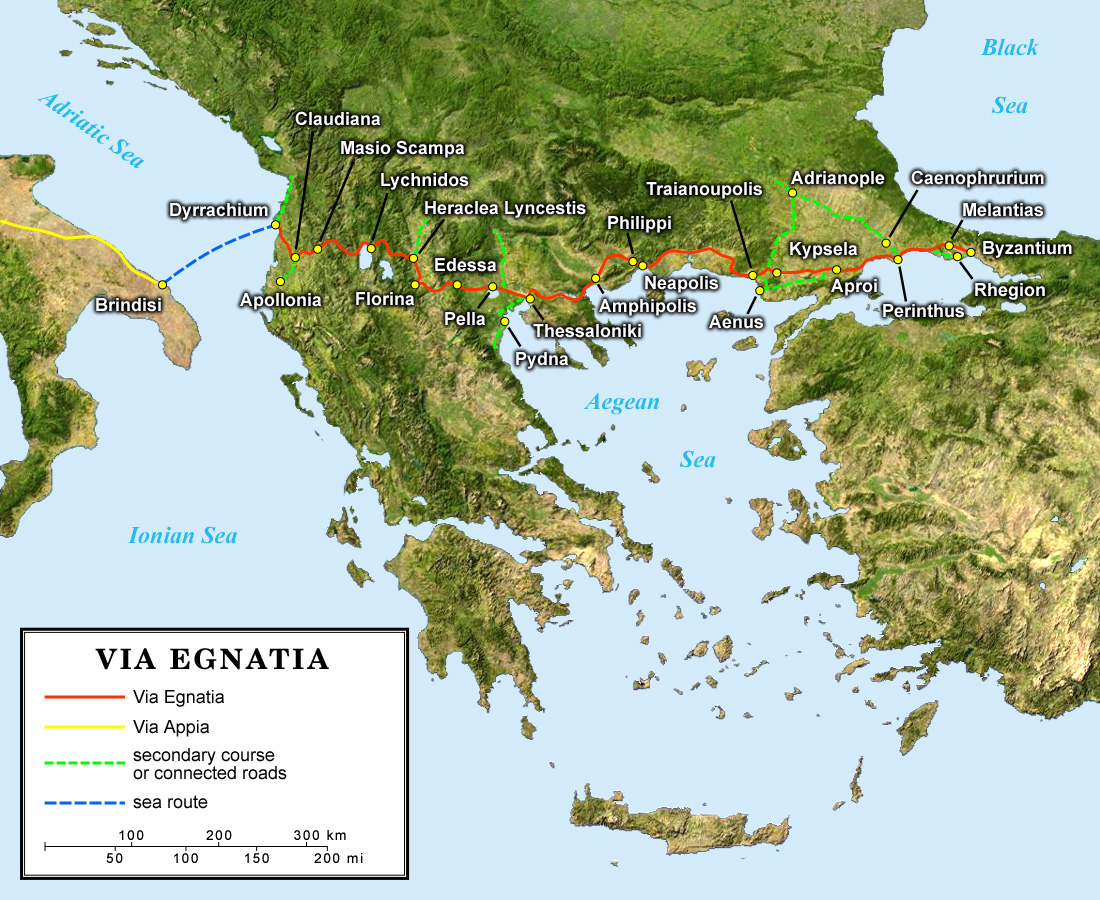
Гераклея Лінкестіс.

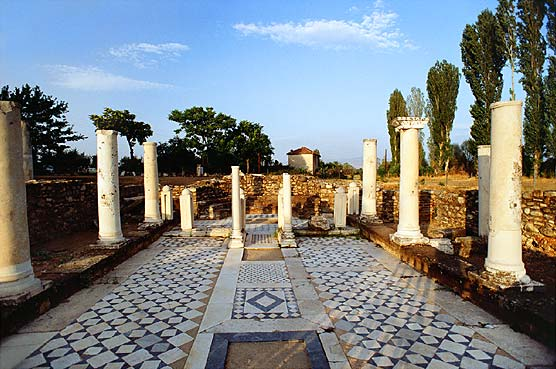
Мала Базиліка

Місто назване на честь міфологічного героя Геракла і було засноване Філіпом Македонським після приєднання навколишньої Лінкестіди до свого царства. Згодом воно отримало важливе стратегічне значення завдяки своєму розташуванню на Егнатієвій дорозі (лат. Via Egnatia). Місто було покинуте після слов'янізації Македонії в VI столітті н. е.
Гераклея була стратегічно важливим містом в період еллінізму. Місто було розташоване на кордоні Македонії з Епіром на заході та Пеонією на півночі. Після того як Македонію в 2 столітті до нашої ери захопили римляни, вони розділили країну на 4 регіони, і Гераклея опинилася в четвертому з них. Основна римська дорога в цьому районі проходила прямо через місто. Його процвітання підтримувалося, в основному, за рахунок цієї дороги. Під час археологічних розкопок були виявлені такі об'єкти часів римської імперії, як портик, терми (лазні), театр, міські стіни та ін.
У ранньохристиянський період Гераклея була важливим єпископальним містом. Деякі з її єпископів згадуються в соборах Сердика та інших прилеглих міст. З цього періоду залишилися ансамблі Малої і Великої базилік. Могильна базиліка з некрополем розташована на сході від театру.

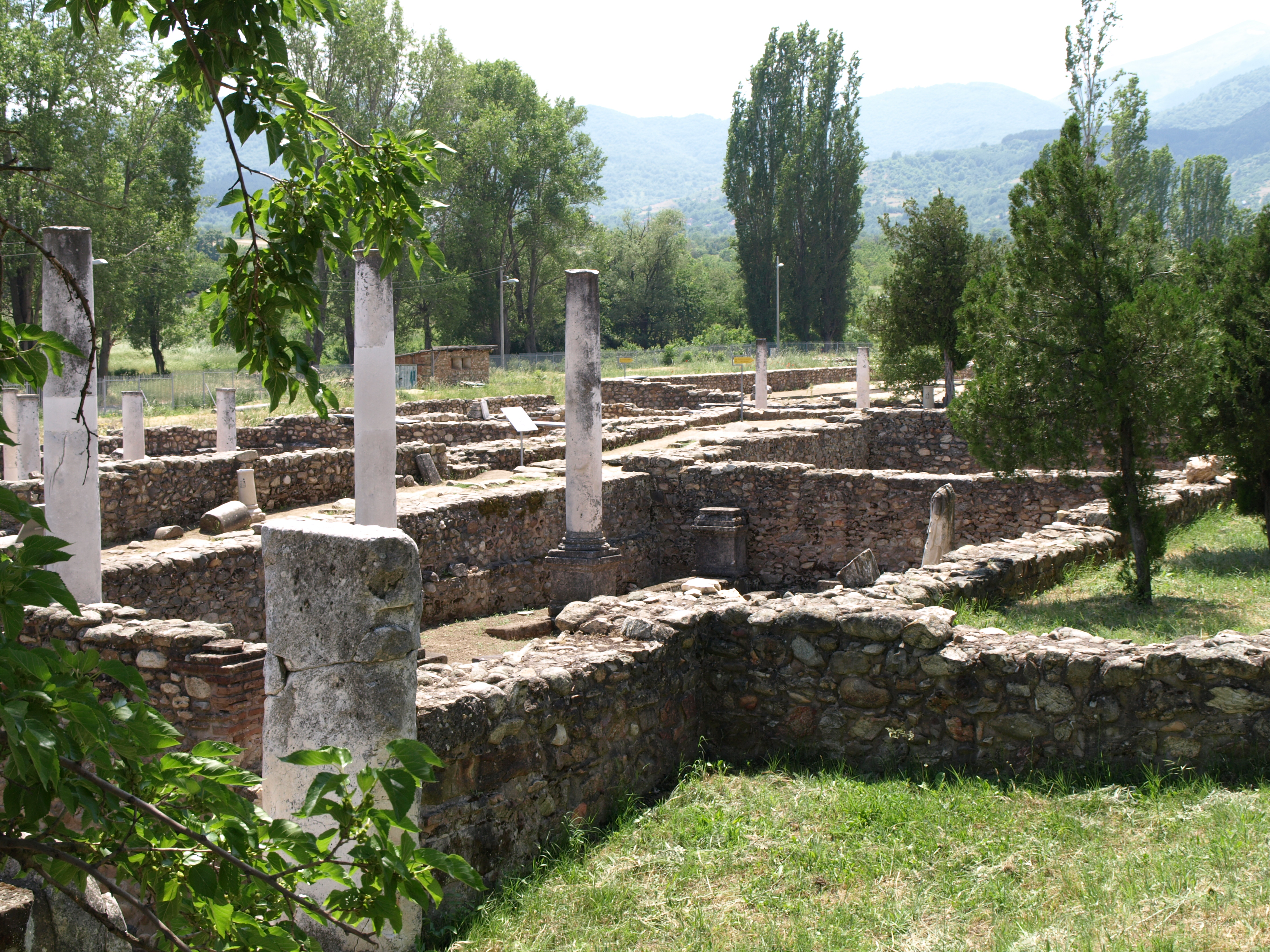
Руїни Гераклеї

## Римський період
Римський імператор Адріан побудував театр в центрі міста, на пагорбі, коли багато будинків в римській провінції Македонія було відновлено. Він почав використовуватися під час правління Антоніна Пія. Віднайдений в 1931 році невеличкий кістяний квиток на 14 місце (з 20) є найбільш раннім відомим доказом існування театру. Театр сам по собі не був відкритий до 1968 року. Всередині нього було знайдено три клітки для тварин, а в західній частині тунель. Театр перестав працювати в кінці 4-го століття нашої ери, коли бої гладіаторів в Римській імперії були заборонені, в зв'язку з поширенням християнства, а театральні дійства почали сприйматися як язичницькі ритуали.

## Пізній античний і візантійський періоди
На початку візантійського періоду (4 по 6 століття нашої ери) Гераклія була важливим єпископським центром. Деякі з його єпископів були відзначені в актах церковних рад. Мала і Велика базиліки, резиденція єпископа, могильна базиліка поруч з некрополем — лише деякі з останків цього періоду. Три нефи Великої базиліки вкриті квітковими мозаїками, які добре збереглися і є прекрасними зразками раннього християнського періоду мистецтва. Місто було пограбоване остготами, під командуванням Теодоріха Великого в 472 р н. е., і, незважаючи на великий подарунок йому від єпископа міста, Гераклія була звільнена лише в 479 році нашої ери.
Місто відновилося в кінці V і на початку VI століття, але після землетрусу 518 року, жителі Гераклеї поступово покинули її. На початку VII століття в цьому районі оселилося слов'янське плем'я Драговітів. Монети, які датуються 585 роком, говорять про те, що місто остаточно захопили слов'яни. На місці покинутого міського театру було побудовано кілька хатин.

### Мозаїка в базиліках

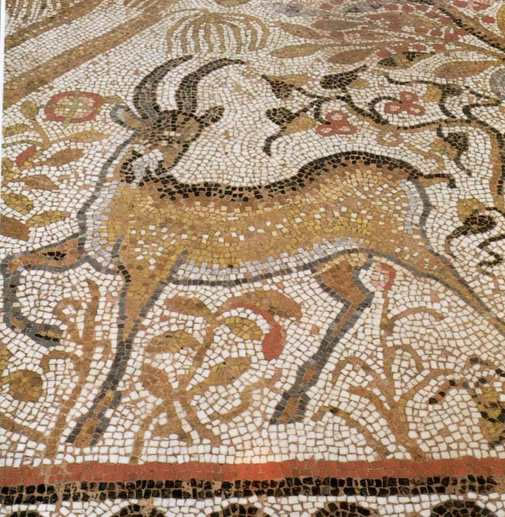
Підлога Великої базиліки

Так звана Мала базиліка була виявлена під час розкопок, які розпочалися ще до Другої світової війни між 1936 і 1938 рр. Спочатку археологи вважали, що віднайшли древній палац, але під час наступних досліджень з 1960 по 1964 рр. стало зрозуміло, що це була рання християнська базиліка. Мозаїчна підлога всередині неї викладена в техніці «штучна мозаїка».
Велика базиліка — монументальна споруда з відкритими ґанками, залами та колонадами. Підлоги в кімнатах вкриті кольоровими мозаїками з геометричними візерунками. Мозаїка в притворі — велика композиція розміром 100 м (328 футів). На ній зображені птахи, дерева, кущі, червона собака, яка є символом раю, і різноманітні тварини. Ця мозаїка датується кінцем 6-го століття.
Мозаїчна підлога Великої базиліки зображена на зворотному боці македонської банкноти в 5000 динар, яка була надрукована в 1996 році. Єпископську Резиденцію розкопали в період між 1970 і 1975 роками. Спочатку була віднайдена західна частина та південна сторона, що знаходилася поруч з міським муром. Розкішні кімнати були розташовані в східній частині. 2-га, 3-тя і 4-та кімнати вкриті підлогами з мозаїки. Між 3-ю і 4-ю кімнатами є отвір, який веде до східного входу в резиденцію. Отвір було цілеспрямовано створено між 4-м і 6-м століттями.